# Stéphanie Pasterkamp
Stéphanie Pasterkamp (Parigi, 3 marzo 1982) è un'attrice francese.

## Biografia
Inizia a studiare arte drammatica a otto anni. Tre anni dopo partecipa al suo primo telefilm. Frequenta la scuola di formazione Acting International e contemporaneamente partecipa a varie produzioni, soprattutto in ambito televisivo. Nel 2003 è protagonista femminile nel film TV Demain nous appartient. Nel 2005 affianca Laetitia Casta e Mathieu Amalric nel cast del film di Pascal Thomas Le grand appartement. Tra il 2008 e il 2009 è Lucie Nemours nella serie francese Seconde chance, in onda su TF1.

## Filmografia

### Cinema
- Fan de Luc (1989)
- La Tentation de Thomas (1995)
- L'horreur est humaine (2000)
- La première fois que j'ai eu 20 ans, regia di Lorraine Levy (2004)
- Nous étions libres, regia di John Duigan (2004)
- Le Grand Appartement, regia di Pascal Thomas (2005)
- Je vais bien, ne t'en fais pas, regia di Philippe Lioret (2005)
- E se vivessimo tutti insieme? (Et si On Vivait Tous Ensemble?), regia di Stéphane Robelin (2011)

### Televisione
- Les faux-frères, regia di Miguel Courtois (1995)
- Paroles d'enfant, regia di Miguel Courtois (1996)
- Inspecteur Moretti - serie TV, episodio 1x01 (1997)
- Fugue en ré, regia di Christian Faure (1998)
- Docteur Sylvestre - serie TV, episodio 5x02 (1999)
- Justice - serie TV (1999)
- Suite en ré, regia di Christian Faure (2000)
- Joséphine, ange gardien - serie TV, episodio 4x01 (2000)
- Avocats et Associés - serie TV, episodio 3x06 (2000)
- La Crim' - serie TV, 29 episodi (2000-2005)
- Une femme amoureuse, regia di Jérôme Foulon (2001)
- Crimes et déguisements, regia di Tristan Schulmann (2001)
- Le lycée - serie TV, episodio 2x10 (2001)
- Ça s'appelle grandir, regia di Alain Tasma (2002)
- Vertiges - serie TV (2003)
- Demain nous appartient, regia di Patrick Poubel (2003)
- Les Cordier, juge et flic - serie TV, episodio 12x01 (2003)
- Un jeu dangereux, regia di Patrick Dewolf (2005)
- Au secours, les enfants reviennent, regia di Thierry Binisti (2006)
- La main blanche - serie TV, episodi 1x01 - 1x02 - 1x03 (2008)
- Seconde chance - serial TV, 180 puntate (2008-2009)
- La vie est à nous - serie TV, episodio 1x10 (2009)
- Le vernis craque (2011)